# Aston Martin DB7
O Aston Martin DB7 é um automóvel do tipo Grand tourer que foi produzido pela Aston Martin de 1994 a 2003.
Era disponível tanto como coupé quanto como conversível. O protótipo foi concluído em novembro de 1992 e estreou no Salão do Automóvel de Genebra, em março de 1993. Foi desenhado por Ian Callum e Keith Helfet. Foi o modelo da Aston Martin mais produzido, com mais de 7 000 unidades construídas até ser substituído pelo DB9.

## Modelos
- DB7 Vantage coupé
- DB7 Vantage Volante
- DB7 Vantage Volante (vista traseira)
- motor DB7 V12